# Cosme Alácano y Domínguez
Cosme Alácano y Domínguez (Bureta, 1810-Zaragoza, 2 de noviembre de 1869) fue un catedrático, jurista y político español.

## Biografía
Nació el 28 de noviembre de 1810 en Bureta. Licenciado y doctor en derecho de la Universidad de Zaragoza, ejerció como catedrático de jurisprudencia en la facultad de teología de la Universidad Literaria de Zaragoza, también dictó clases de disciplina general de la Iglesia y Particular de España del mismo centro universitario. Fue presidente del Colegio de San Pedro Arbués y abogado del colegio de Zaragoza, además ejerció varios cargos públicos y administrativos, entre ellos, el de concejal del Ayuntamiento de Zaragoza y diputado de la Junta de Gobierno. Entre 1863 y 1864 fue responsable del discurso inaugural de estudios en la Universidad de Zaragoza bajo el título La constante y encarnizada lucha entre el saber y la ignorancia. También fue miembro de la Academia de Legislación de Madrid. Falleció el 2 de noviembre de 1869, en un predio localizado en la calle de Roda.